# Bic Cristal
Bic Cristal（或稱Bic Pen）是由法國公司Société Bic生產的一种廉價一次性原子筆，於1950年12月面世。2006年9月，Bic Cristal銷量達到1000億支後，隨即被金氏世界紀錄認證為世界上最暢銷的筆。Bic Cristal的六邊形設計源於經典的鉛筆外形。此外，Bic Cristal被認為是典型和「無處不在」的原子筆，甚至現代藝術博物館也將其列為永久性館藏。

## 歷史
1944年第二次世界大戰接近尾聲時，商人馬塞爾·比蓋於法國北部郊區上塞纳省克利希买下了一所工廠。並與他的商業夥伴愛德華·比法爾（Edouard Buffard）於1945年成立了公司Société PPA（即現今的Société Bic）。「PPA」代表筆杆、自動鉛筆和配件（Porte-plume, Porte-mines et Accessoires）。
第二次世界大戰期間，比蓋於阿根廷見識到由比羅·拉斯洛製造的原子筆。1949年至1950年間，Société PPA的設計團隊「Décolletage Plastique」設計出Bic Cristal。團隊投資的瑞士技術可將能夠成型的金屬壓至0.01（0.00039英寸），生產出1（0.039英寸）的一個不銹鋼球體，讓墨水能夠自由地流動。比蓋及他的團隊更開發了一種粘度的油墨，既不洩漏也不堵塞。在獲得比羅·拉斯洛許可的原子筆專利的保護下，於1950年12月正式推出Bic Cristal。
比蓋積極向廣告方面投放資金，並於1952年聘請海報設計師雷蒙德·薩維尼亞克，同年獲得法國奧斯卡廣告大獎。1953年，廣告主管Pierre Guichenné建議比蓋將他的姓氏“Bich”的缩写“Bic”作為商品名，因为它便于记忆，容易在全球范围内被接受，符合戰後時代的產品品牌名稱的流行趨勢。而比蓋的公司之廣告初期將Cristal稱為原子筆。
1959年，比蓋將Bic Cristal帶進美國市場，並推出新口號「一次寫，次次寫」（Writes first time, every time），原子筆售價約29分（相当于2023年的$3.03）。1965年，法國教育部（Ministère de l'Éducation nationale et de la Jeunesse）正式批准Bic Cristal用於學校課室。
2006年9月，在銷量達至1000億支後，Bic Cristal被吉尼斯世界纪录认证為世界上最暢銷的筆。

## 原子筆設計

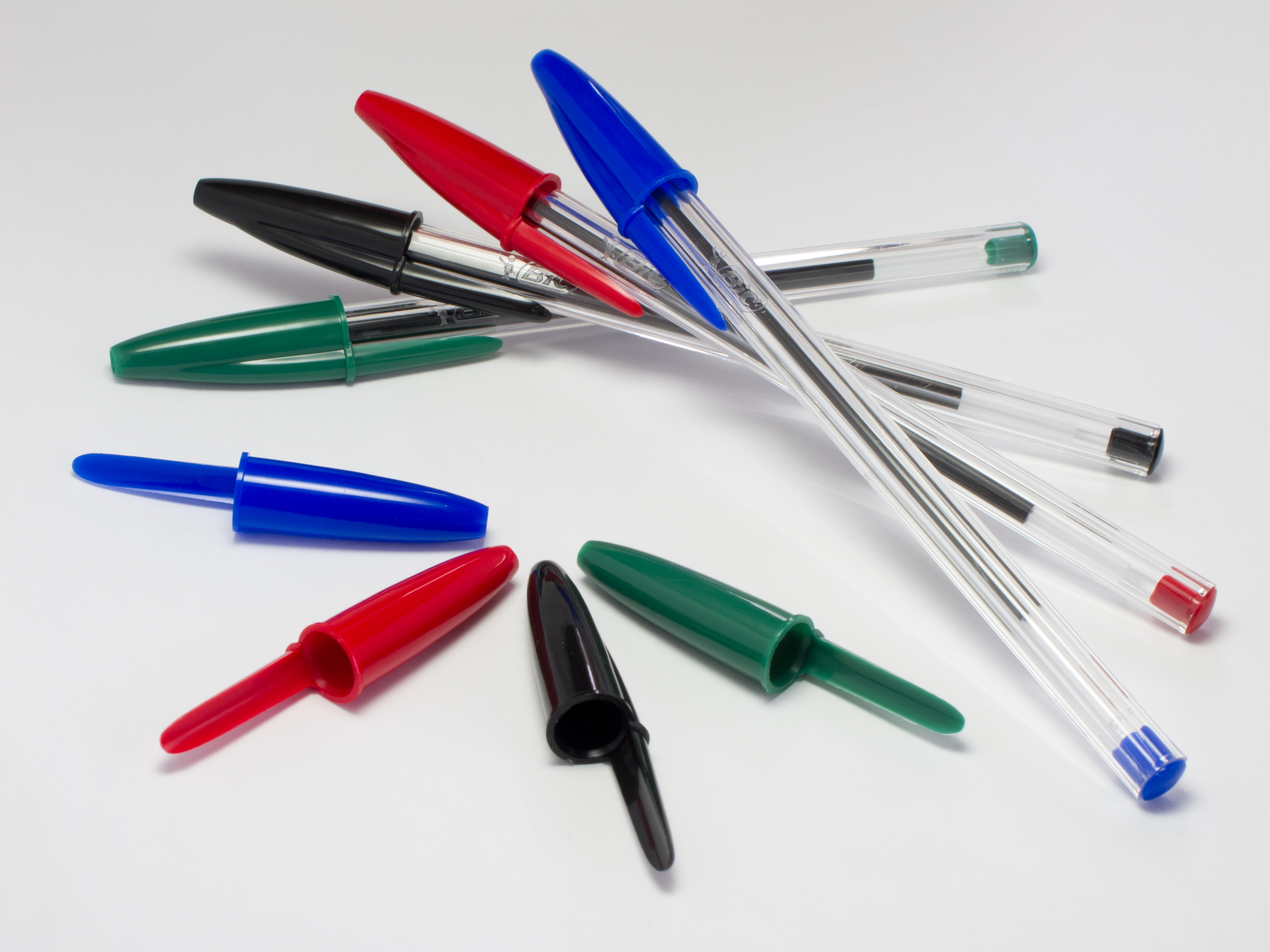
四支連筆蓋的Bic Cristal

Bic Cristal的工業設計獲得現代藝術博物館的認可，並引入成為博物館永久性館藏。它的六邊形形狀類似於原始木製鉛筆，能夠承托使用者寫字時手部所施加的壓力和寫字時手部和原子筆形成三個握點，使書寫時更穩定。此外，原子筆藏有透明聚苯乙烯桶及聚丙烯管，以顯示墨水量。唯一的例外是BIC Cristal UP，這是Bic銷售的一支筆，聲稱使用時可以形成更清晰的線條。這些筆的筆桿是白色的，根據儲墨器所含的顏色，筆桿和筆帽的一小塊區域會有相應的墨水顏色。筒上有一個小孔，讓筆內及筆外保持相同的氣壓。筆的墨水顏色種類繁多，除了有典型原子筆墨水顏色（藍、黑、紅、綠）之外，也有粉色及紫色。濃稠的墨水由於毛細現象從筆筒內部的管子流下來，送入球軸承，球軸承在黃銅筆尖內自由旋轉。1961年，不銹鋼球被更硬的碳化鎢取代。原子筆首先經過高溫陶化，然後在塗有工業金剛石磨料的旋轉板之間進行研磨，精度達到0.1 µm（3.9×10−6英寸）。原本的笔帽因为一端是堵住的，誤吞的話可能会堵塞氣道导致窒息，所以1991年起，該筆的流線型筆帽末端加上一個小孔。即使误吞也不会导致窒息。另外筆帽又改用聚丙烯代替聚苯乙烯，全因它可以更好地吸收衝擊力，從而降低了筆掉落到筆帽時破裂的風險。
笔連筆帽的尺寸为57⁄8乘1⁄2英寸（14.9乘1.3）。不連筆帽則14.5乘0.7 。
Bic Cristal的設計成為造假者的目标，主要來自遠東以及中國一帶的造假者挪用Bic Cristal設計。他們的翻版筆批發價格比較便宜，做出來的外觀和原來的差不多。一所肯尼亞鋼筆製造商因假貨而損失了1億肯尼亞先令（按2009年匯率計算約合130萬美元），迫使他們與Bic公司談判更便宜的生產許可證。

## 衍生產品

### Bic Cristal for Her
2012年，Société Bic推出Bic Cristal的衍生產品「Bic Cristal for Her」，新產品与原版类似，但针对女性进行了特别设计，能让女性握感舒适，并以「顏色柔和，閃閃發光」作亮點。唯Bic Cristal for Her在互聯網上被廣泛批評及嘲笑，例如於Amazon.com的客戶評論部分裏。此產品更被失敗博物館收集並作館藏。

### Cristal Stylus
2014，Bic在Cristal的基础上推出了新产品「Cristal Stylus」。新款的筆尖使用了膠頭而不是滚珠，用於在觸控板上书写。Société Bic还投资了一个用于推广Cristal Stylus的网站，用戶可使用Crystal Stylus配合觸摸板在網站上輸入手寫體，手寫體名為通用字體實驗。

## 外部鏈接
- BIC公司的產品簡介（页面存档备份，存于）
- Bic Cristal 現代藝術博物館展品簡介（页面存档备份，存于）
- EAN 3086123001060